# Viidu-Mäebe
Koordinaten: 58° 18′ N, 22° 5′ O

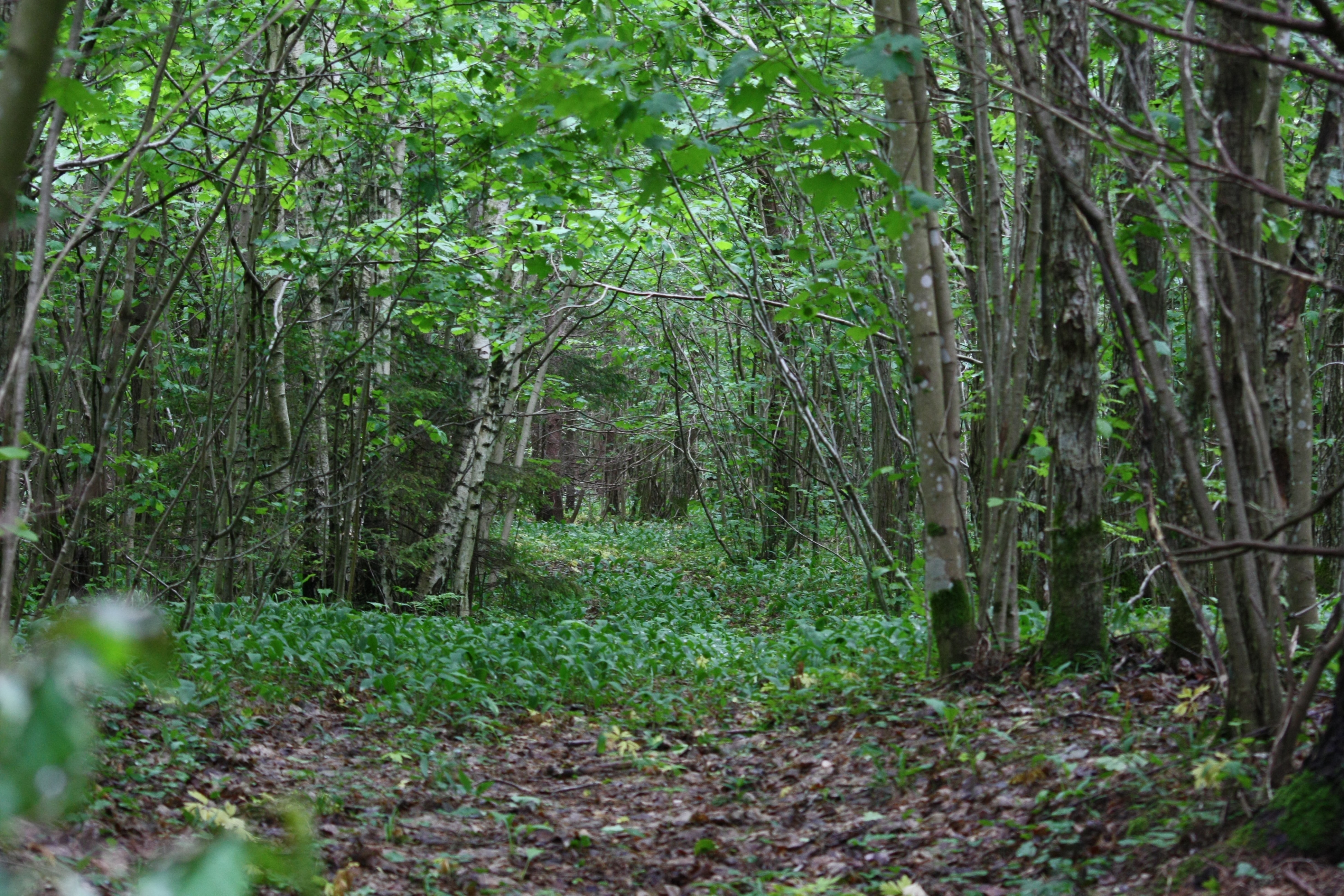
Naturschutzgebiet Viidumäe

Viidu-Mäebe ist ein Dorf (estnisch küla) auf der größten estnischen Insel Saaremaa. Es gehört zur Landgemeinde Saaremaa (bis 2017: Landgemeinde Kihelkonna) im Kreis Saare. Bis zur Neugründung der Landgemeinde Saaremaa hieß der Ort „Mäebe“ und wurde umbenannt, um sich von Mäebe zu unterscheiden, da beide nun in derselben Landgemeinde liegen.
Das Dorf hat nur noch zwei Einwohner (Stand 31. Dezember 2011).

## Naturschutzgebiet Viidumägi
Der Ort ist Teil des 18,7 Quadratkilometer großen Naturschutzgebiets Viidumäe (Viidumäe looduskaitseala). Es ist besonders für seine Pflanzenarten Rhinanthus oesilensis, Dactylorhiza osiliensis und die fleischfressende Piguicula alpina bekannt. Eine weitere Besonderheit ist die nach Vanille duftende Gymnadenia odoratissima mit ihren zarten violetten Blüten.